# Marià Borrell i Miralpeix
Marià Borrell i Miralpeix   (Barcelona, 1797 - Cardedeu, 28 d'agost de 1865) fou un industrial i polític català de la primera meitat del segle xix.

## Biografia
Havia estat abastidor de l'exèrci i va fer la seva fortuna amb la compra de les cases del carrer dels Tallers que pertanyien a l'orde dels Dominics i que foren desamortitzades el 1822, durant el Trienni Liberal. El 1831 era un dels socis de la companyia que va construir la primera fàbrica que va utilitzar la màquina de vapor en aplicacions industrials a l'Estat espanyol, però finalment i per alguna raó no aclarida, fou apartat del projecte industrial.
Membre del Partit Progressista, fou capità del primer batalló de la Milícia Nacional i membre de la Junta Auxiliar Consultiva de Barcelona creada arran de les bullangues de 1835 i substituí Marià Vehils com a alcalde de Barcelona el 1836. Fou el primer alcalde barceloní del Partit Progressista. El 1837 va adquirir el Casal de Vilalba, a la Roca del Vallès, que va convertir en un palauet. Posteriorment fou regidor de l'ajuntament el 1854 i diputat provincial el 1841-1843, 1854-1856 i 1860-1865. El 1860 fou proposat per a senador.
Va ser diputat per Granollers fins a la seva mort, ocorreguda l'any 1865 abans del 12 d'octubre.
Casat amb Arcàngela Pou i Teixidor i sogre de Francesc Camprodon i Lafont casat amb la seva filla Concepció.